# جزيرة العالية
جزيرة العالية هي جزيرة تقع قبالة ساحل بلدية الظعاين في قطر شمال مشروع اللؤلؤة.
وهي جزيرة صغيرة منخفضة ذات لون بني ولها قمة صغيرة في نهايتها الشرقية، وتقع على بعد 3 أميال شمال جزيرة السافلية. وهي مرئية على بعد 6 أو 7 أميال. بين هاتين الجزيرتين توجد جزيرة اللؤلؤة الاصطناعية التي بُنيت في أواخر العقد الأول من القرن الحادي والعشرين. في الماضي كانت قمتها الشرقية مفيدة كعلامة لدخول ميناء البدع.